# مونت‌استوارت الفنستون
مونت‌استوارت الفنستون (انگلیسی: Mountstuart Elphinstone؛ ۶ اکتبر ۱۷۷۹ – ۲۰ نوامبر ۱۸۵۹) سیاستمدار و مورخ اهل پادشاهی متحد بریتانیای کبیر و ایرلند بود. او بعدها فرماندار بمبئی هند شد و در آن چندین مؤسسه آموزشی برای مردم هند تأسیس کرد.

## آثار
- (۱۸۱۵). گزارشی از پادشاهی کابل و وابستگی‌های آن در ایران، تارتارستان و هند.
- (۱۸۴۱). تاریخ هند. جلد یک. لندن: جان موری.
- (۱۸۴۱). تاریخ هند. جلد دو. لندن: جان موری.
- (۱۹۰۵). تاریخ هند. لندن: جان موری. OL 14012858M.
- (۱۸۸۷). ظهور قدرت بریتانیا در شرق. لندن: جان موری.